# Torneo Federativo (Chaco)
El Torneo Federativo es una competición oficial organizada por la Federación Chaqueña de Fútbol, que nuclea a las 8 ligas regionales del fútbol de la Provincia del Chaco, Argentina, cuyo objetivo es clasificar un campeón provincial al Torneo Regional Federal Amateur del año siguiente.
Las 8 ligas que intervienen en este torneo son:
- Liga Chaqueña de Fútbol
- Liga Saenzpeñense de Fútbol
- Asociación de Fútbol del Oeste Chaqueño
- Liga de Fútbol del Noroeste Chaqueño
- Liga Quitilipense de Fútbol
- Liga de Fútbol del Norte Chaqueño
- Liga Regional de Fútbol (Machagai)
- Liga Deportiva y Cultural Las Palmas

Debido al carácter que reviste como categoría de ascenso directo hacia una categoría nacional de ascenso, destinada a equipos indirectamente afiliados a la Asociación del Fútbol Argentino, este torneo es fiscalizado por el Consejo Federal del Fútbol Argentino.

## Historial de campeones
| Edición | Campeón                                  | Localidad                                | Liga de origen                           |
| ------- | ---------------------------------------- | ---------------------------------------- | ---------------------------------------- |
| 2004    | Aprendices Chaqueños                     | Presidencia Roque Sáenz Peña             | Liga Saenzpeñense de Fútbol              |
| 2005    | Municipales                              | Resistencia                              | Liga Chaqueña de Fútbol                  |
| 2006    | Villa Alvear                             | Resistencia                              | Liga Chaqueña de Fútbol                  |
| 2007    | Alianza                                  | Campo Largo                              | Liga Saenzpeñense de Fútbol              |
| 2008    | Sportivo Cultural                        | Juan José Castelli                       | Liga Saenzpeñense de Fútbol              |
| 2009    | Sarmiento                                | Resistencia                              | Liga Chaqueña de Fútbol                  |
| 2010    | Alvear                                   | Villa Ángela                             | Asociación de Fútbol del Oeste Chaqueño  |
| 2011    | Fontana                                  | Fontana                                  | Liga Chaqueña de Fútbol                  |
| 2012    | Don Orione                               | Barranqueras                             | Liga Chaqueña de Fútbol                  |
| 2013    | Aprendices Chaqueños                     | Presidencia Roque Sáenz Peña             | Liga Saenzpeñense de Fútbol              |
| 2014    | Libertad                                 | Charata                                  | Liga de Fútbol del Noroeste Chaqueño     |
| 2015    | Juventud                                 | Puerto Tirol                             | Liga Chaqueña de Fútbol                  |
| 2016    | Sportivo Cultural                        | Juan José Castelli                       | Liga Saenzpeñense de Fútbol              |
| 2017    | Villa Elena                              | La Verde                                 | Liga Regional de Fútbol (Machagai)       |
| 2018    | Juventud                                 | Puerto Tirol                             | Liga Chaqueña de Fútbol                  |
| 2019    | Resistencia Central                      | Resistencia                              | Liga Chaqueña de Fútbol                  |
| 2020    | sin competencia por pandemia de COVID-19 | sin competencia por pandemia de COVID-19 | sin competencia por pandemia de COVID-19 |
| 2021    | Estudiantes                              | Resistencia                              | Liga Chaqueña de Fútbol                  |
| 2022    | Defensores de Vilelas                    | Puerto Vilelas                           | Liga Chaqueña de Fútbol                  |
| 2023    | Resistencia Central                      | Resistencia                              | Liga Chaqueña de Fútbol                  |
| 2024    | Villa Alvear                             | Resistencia                              | Liga Chaqueña de Fútbol                  |